# ۷۵۲ (قمری)
۷۵۲ (قمری)، هفتصد و پنجاه و دومین سال در گاهشماری هجری قمری است. اول محرم این سال برابر با «۸ مارس ۱۳۵۱» میلادی و «۱۷ اسفند ۷۲۹» است.

## درگذشتگان
- خواجوی کرمانی